# ゲーム・プラン
『ゲーム・プラン』（原題: The Game Plan）は、2007年にアメリカで公開されたコメディ映画。日本では劇場公開されずビデオスルーになった。

## ストーリー
アメリカンフットボールのスター選手であるジョーは、とても独善主義な性格で、それは試合においてもプライベートにおいても変わらなかった。
そんなある日、独身貴族として勝手気ままに暮らしていた彼の前に、娘だと名乗るペイトンが突然現れる。彼女は何年も前に離婚した元妻との間にできた子であり、母親がとある事情からしばらくアメリカを離れるため、その間の面倒を見てほしいと言うのだ。大切な契約の前でゴシップを恐れた彼は、仕方なく彼女の面倒を見ることにする。
だが、突然父親になってしまった彼は、娘に散々振り回されてしまい、数々の失態を晒してしまう。そんな娘との生活を送っていく内に、次第に彼は自分がいかに身勝手だったかを思い知っていく。しかし、娘との絆が深まっていったある日、彼女の伯母が引き取りにやって来る。

## キャスト
| 役名                   | 俳優                             | 日本語吹替 |
| ---------------------- | -------------------------------- | ---------- |
| ジョー・キングマン     | ドゥエイン“ザ・ロック”ジョンソン | 楠大典     |
| ペイトン・ケリー       | マディソン・ペティス             | 山内初音   |
| モニーク・ヴァスケス   | ロゼリン・サンチェス             | MAI        |
| ステラ・ペック         | キーラ・セジウィック             | 唐沢潤     |
| トラヴィス・サンダーズ | モリス・チェストナット           | 石住昭彦   |
| カイル・クーパー       | ヘイズ・マッカーサー             | 森川智之   |
| ジャマール・ウェーバー | ブライアン・ホワイト             |            |
| クラレンス・モンロー   | ジャマール・ダフ                 |            |
| カレン・ケリー         | ペイジ・ターコー                 |            |
| タチアナ               | ケイト・ノタ                     |            |

- その他の日本語吹き替え：髙月希海、森川智之、奈良徹、石川ひろあき、城山堅、園崎未恵、横島亘、斎藤恵理、根本泰彦、高瀬右光、宇乃音亜季、上田燿司、田坂浩樹、近藤広務、石上裕一、青木強、森夏姫、庄司宇芽香、田代有紀

## スタッフ
- 監督：アンディ・フィックマン
- 製作：ゴードン・グレイ、マーク・シアーディ
- 製作総指揮：リチャード・ルーク・ロスチャイルド
- 原案：ニコール・ミラード、キャスリン・プライス、オードリー・ウェルズ
- 脚本：ニコール・ミラード、キャスリン・プライス
- 撮影：グレッグ・ガーディナー
- 音楽：ネイサン・ワン
- 編集：マイケル・ジャブロウ